# Major János-díj
A Major János díjat a NETRAF alapította.
Az első díjazott Schmidt Motor Péter volt 2007-ben, a díjat maga Major János adta át, március 14-én. A második Major-díjas Január Herceg, a díját 2007. május 18-án Major Jánostól vette át.
Major Jánosnak 2008. október 27-én a Petőfi Irodalmi Múzeumban St. Auby adta át a két éve alapított díjat.
2009. június 26-án Mécs Miklós kapta a Major János díjat.